# Taco Katze Pizza Junior
Taco Katze Pizza Junior ist ein Reaktionsspiel für Kinder der Spieleautoren Dave Campbell und Thierry Denoual. Es basiert auf Campbells Taco Katze Ziege Käse Pizza mit speziell für jüngere Spieler angepassten Regeln und erschien 2023 bei Blue Orange Games. 2024 wurde es neben den Spielen Die magischen Schlüssel und Große kleine Edelsteine für das Kinderspiel des Jahres nominiert.

## Hintergrund und Ausstattung
Bei Taco Katze Pizza Junior handelt es sich um ein Reaktions- und Ablagespiel, bei dem die Mitspieler möglichst rasch alle ihre Karten loswerden müssen und dabei festen Kartenreihenfolgen folgen. Das Spielmaterial besteht neben der Spielanleitung aus 42 Karten, davon jeweils elf Tacos, Katzen und Pizzas sowie neun Bonbons.

## Spielweise
Das Spiel wird mit zwei bis sechs Spielern gespielt, die gegeneinander reihum spielen. Zur Spielvorbereitung werden alle Karten gemischt und jeder bekommt je 10 oder 7 Karten abhängig von der Anzahl der Mitspieler. Die Karten werden als verdeckter Stapel vor den Spielern abgelegt und es wird ein Startspieler bestimmt.
Der jeweils aktive Spieler ruft jeweils „Taco“, „Katze“ oder „Pizza“ und deckt danach die oberste Karte so auf, dass sie von den anderen Spielern zuerst gesehen wird. Sie wird offen in die Mitte gelegt, wodurch ein gemeinsamer offener Stapel entsteht. Passt die umgedrehte Karte mit dem Ausruf zusammen, kann er direkt einen weiteren Zug durchführen. Handelt es sich um ein Bonbon, müssen alle Mitspieler so schnell wie möglich mit der Hand auf den Stapel in der Mitte schlagen; er schnellste ist nun am Zug. Handelt es sich um eine andere Karte, ist der nächste Spieler am Zug.
Das Spiel endet, sobald ein Spieler seine letzte Karte losgeworden ist, der entsprechende Spieler gewinnt das Spiel.

## Ausgaben und Rezeption
Das Spiel wurde von Dave Campbell und Thierry Denoual auf der Basis von Campbells Taco Katze Ziege Käse Pizza entwickelt und erschien 2023 bei dem Spieleverlag Blue Orange Games.
Es wurde im Juni 2024 neben den Spielen Die magischen Schlüssel und Große kleine Edelsteine für das Kinderspiel des Jahres nominiert. Die Jury begründete ihre Entscheidung wie folgt:

„Mit wenigen Mitteln viel erreichen: dieses Privileg bleibt oft Kartenspielen vorbehalten. „Taco Katze Pizza Junior“ schafft es auf vorbildliche Weise, seine kleine Packung bis zum Bersten mit Emotionen zu füllen. Denn hier muss man permanent aufpassen, sonst verpassen wir vielleicht die Chance, außerhalb der Reihe am Zug zu sein. Dadurch starren alle gebannt auf die nächste Karte, alle halten die Luft an, es knistert gewaltig … und das alles mit nur 42 Karten. Klasse!“

Christoph Schlewinski betrachtete das Spiel in der spielbox. Er schrieb, dass das Spiel „wirklich toll für die Zielgruppe ab vier heruntergebrochen wurde“ und „etwas eigenständiges daraus gemacht“ hat.

## Belege
1. 1 2 3 4 5  
Offizielle Spielregeln für Taco Katze Pizza Junior, Blue Orange Games 2024
2. ↑  
Versionen von Taco Katze Pizza Junior in der Datenbank BoardGameGeek; abgerufen am 23. Juni 2024.
3. 1 2  Taco Katze Pizza Junior auf der Website des Spiel des Jahres e.V.; abgerufen am 23. Juni 2024.
4. ↑  Christoph Schlewinski: Die Zukunft vorhersagen, In: spielbox 2/2024, S. 44.